# 小笠原二三男
小笠原 二三男（おがさわら ふみお、1910年（明治43年）4月12日 - 1977年（昭和52年）7月5日）は、昭和期の教育者、労働運動家、政治家。参議院議員。

## 経歴
岩手県出身。1930年（昭和5年）岩手県師範学校専攻科を卒業した。
小学校教員を20年間勤めた。戦後、労働運動に加わり全日本教員組合協議会副委員長に就任。日本教職員組合が結成され書記長に就任し、さらに同副委員長に就任。その他、日本教育会常務理事、教育刷新審議会委員、日本教育会館専務理事、日本社会党中央執行委員などを務めた。
1949年（昭和24年）1月の第24回衆議院議員総選挙で岩手県第1区に社会党公認で出馬して次点で落選。1950年（昭和25年）6月の第2回参議院議員通常選挙で全国区に出馬して当選し、1956年（昭和31年）7月の第4回通常選挙でも再選され、参議院議員に連続2期在任した。この間、国土総合開発審議会委員、地方制度調査会委員、東北開発審議会委員、参議院地方行政委員長、社会党岩手県連会長などを務めた。その後、1963年（昭和38年）11月の第30回総選挙に岩手県第1区から立候補したが次点で落選した。
1977年（昭和52年）7月5日死去、67歳。死没日をもって勲二等瑞宝章追贈、従四位に叙される。